# Ryan Hiwat
Ryan Bradley Hiwat (Rotterdam, 5 maart 1996) is een Nederlands voetballer die als middenvelder speelt.

## Carrière
Ryan Hiwat speelde in de jeugd van Sparta Rotterdam en PSV. In 2015 werd zijn contract bij PSV niet verlengd en vertrok hij naar Carpi FC 1909. Dit verhuurde hem in het seizoen 2015/16 aan SS Lanciano, wat in de Serie B uitkwam. In het seizoen 2016/17 werd hij verhuurd aan FC Chiasso, wat in de Zwitserse Challenge League uitkomt. In juli 2019 mocht Hiwat vertrekken bij Carpi.

### Statistieken
| Seizoen                        | Club           | Land           | Competitie       | Competitie | Competitie | Beker | Beker | Totaal | Totaal |
| Seizoen                        | Club           | Land           | Competitie       | Wed.       | Dlp.       | Wed.  | Dlp.  | Wed.   | Dlp.   |
| ------------------------------ | -------------- | -------------- | ---------------- | ---------- | ---------- | ----- | ----- | ------ | ------ |
| 2015/16                        | Carpi FC 1909  | Italië         | Serie A          | 0          | 0          | 0     | 0     | 0      | 0      |
| 2015/16                        | → SS Lanciano  | Italië         | Serie B          | 0          | 0          | 0     | 0     | 0      | 0      |
| 2016/17                        | → FC Chiasso   | Zwitserland    | Challenge League | 2          | 0          | 1     | 1     | 3      | 1      |
| Carrièretotaal                 | Carrièretotaal | Carrièretotaal | Carrièretotaal   | 2          | 0          | 1     | 1     | 3      | 1      |
| Bijgewerkt op 19 februari 2017 |                |                |                  |            |            |       |       |        |        |